# Île du Duc-d'York (Chili)
Pour les articles homonymes, voir Île du Duc-d'York.
L'île du Duc d'York (en espagnol : Isla Duque de York) est une île de l'archipel Madre de Dios, située dans la région de Magallanes et de l'Antarctique chilien, au Chili.